# Dance Magazine

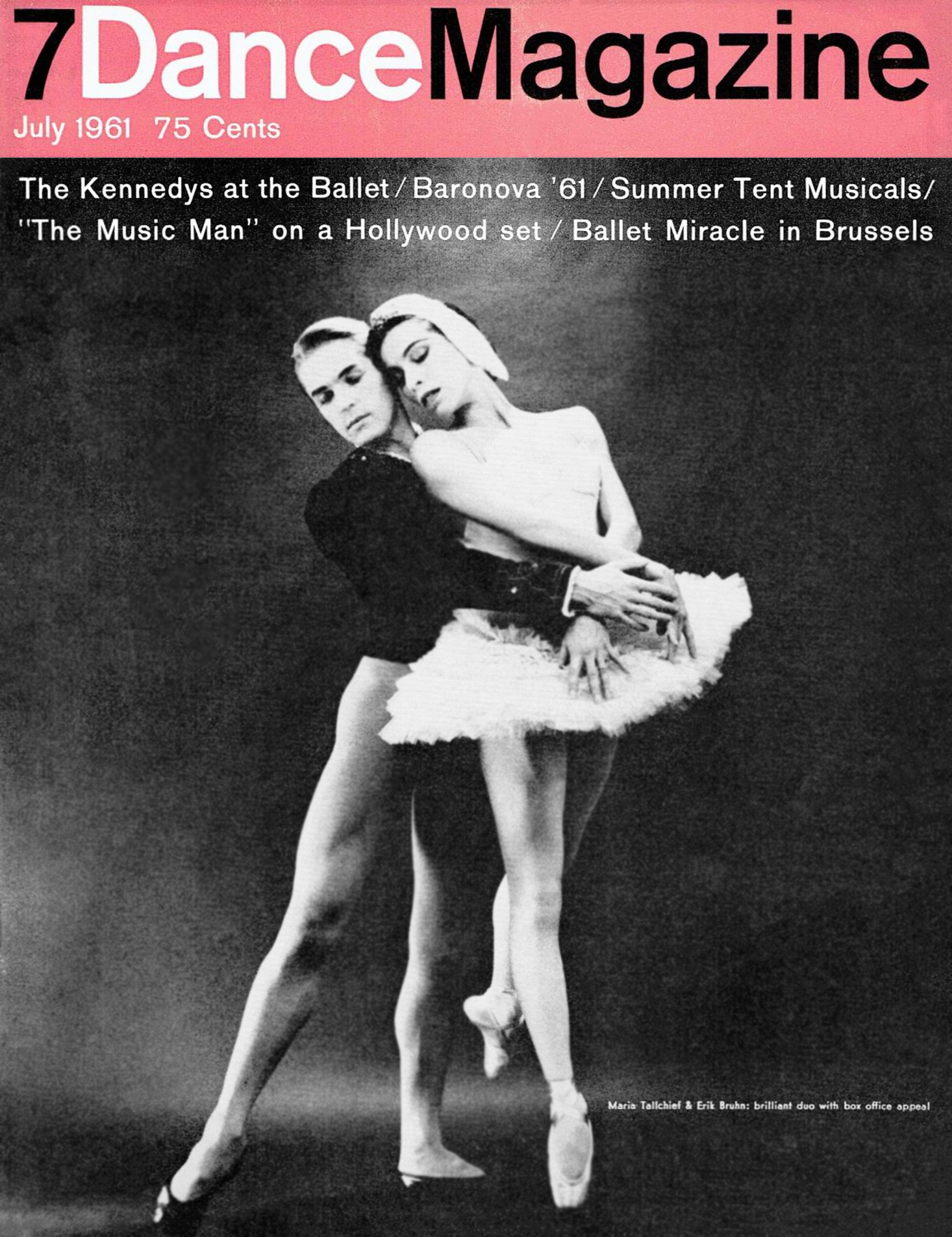
Capa da Dance Magazine com Maria Tallchief e Erik Bruhn. Julho, 1961

Dance Magazine é uma revista de dança dos Estados Unidos, atualmente publicado pelo Macfadden Communications Group, e foi fundada em 1927. Ela destaca as danças moderna e balé, além de anualmente publicar uma lista dos 25 melhores dançarinos.